# Путково (Вологодская область)
Путково — деревня в Сямженском районе Вологодской области.
Входит в состав Двиницкого сельского поселения, с точки зрения административно-территориального деления — в Двиницкий сельсовет.
Расстояние по автодороге до районного центра Сямжи — 62 км, до центра муниципального образования Самсоновской — 3 км.
По переписи 2002 года население — 4 человека.